# Mašinska percepcija
Machine perception je sposobnost kompjuterskog sistema da interpretira podatke na način koji je sličan načinu na koji ljudi koriste svoja čula da se povežu sa svetom oko sebe. Osnovni metod koji računari koriste i reaguju na svoje okruženje je preko priključenog hardvera. Do nedavno je unos bio ograničen na tastaturu ili miš, ali napredak u tehnologiji, kako u hardveru tako i u softveru, omogućio je računarima da primaju senzorni unos na način sličan ljudima.
Mašinska percepcija omogućava računaru da koristi ovaj senzorni unos, kao i konvencionalna računarska sredstva za prikupljanje informacija, da prikupi informacije sa većom tačnošću i da ih predstavi na način koji je udobniji za korisnika. To uključuje kompjuterski vid, mašinski sluh, mašinski dodir i mašinska sposobnost mirisa, jer su veštački mirisi, na hemijskom jedinjenju, molekularnom, atomskom nivou, nerazlučni i identični.
Krajnji cilj mašinske percepcije je pružanje mašinama mogućnosti da vide, osete i percipiraju svet kao što to čine ljudi i da stoga budu u stanju da na ljudski način objasne zašto donose svoje odluke, da upozore kada njihovo delovanje nije uspešno i što je još važnije, razlog koji je uzrok problema. Ova svrha je veoma slična predloženim svrhama za veštačku inteligenciju uopšte, osim što bi mašinska percepcija dala mašinama samo ograničenu osećajnost, umesto da mašinama podari punu svest, samosvest i intencionalnost.